# Monumento natural de las Montañas del Fuego
El monumento natural de las Montañas del Fuego es un espacio natural protegido de Lanzarote, España. Se encuentra dentro del parque nacional de Timanfaya abarcando los municipio de Yaiza y Tinajo.

## Protección
El monumento natural de las Montañas del Fuego se encuentra incluido dentro del parque nacional de Timanfaya, pero no fue hasta 1994 cuando esta zona de 392,9 hectáreas, localizada en pleno centro del parque  fue reclasifica como monumento natural. Además está incluido en la lista de lugares de interés comunitario (L.I.C.) aprobada por la Comisión Europea el 28 de diciembre de 2001.

## Características

### Geológicas
El espacio tiene una gran importancia geomorfológica, caracterizado por el aglutinamiento de un conjunto de conos que forman parte del sistema volcánico complejo que construyó Timanfaya entre 1730 y 1736. Son formas casi intactas debido a la baja agresividad de los procesos erosivos naturales y de alteración de las rocas. Además de las coladas, adaptadas a las formas anteriores, hay estructuras más reducidas como hornitos, estructuras cordadas, canales lávicos, bloques de escorias, lagos y estalactitas.
La mayoría de los materiales del monumento se corresponden con las fases eruptivas del proceso denominadas fases 3 y 4. En el primer caso (Fase 3) se trata de las llamadas Calderas Quemadas, constituidas por cuatro centros eruptivos alineados, que en su extremo oriental enlazan con el grupo de las Montañas del Fuego. En el segundo caso (Fase 4), la actividad continúa su progresión hacia el este, concentrándose en el entorno de la Montaña de Timanfaya.
Asimismo existe un pequeño enclave que no fue sepultado por la erupción del siglo XVIII, por tanto conformado por materiales anteriores a dicha erupción. Estas zonas que conservaron parte de la vegetación original se denominan en Lanzarote islotes y este en concreto es conocido como islote de Hilario. Este espacio conserva aún cierta actividad volcánica, como demuestran las emanaciones de calor que produce la tierra. donde la temperatura alcanza 400 °C a una profundidad de 2 m y de 600 °C a 10 m. En el islote de Hilario se sitúa el restaurante asador El Diablo.

### Vegetación y fauna
La vegetación del espacio viene determinado por una escasa cobertura, proveniente toda de la colonización progresiva desde la erupción de 1730-36 en adelante. Los líquenes constituyen el primer eslabón en la sucesión ecológica y en la zona aparecen  representantes de los géneros Stereocaulon (de talo compuesto), Caloplaca, Lecanora, Xantoria, etc. Posteriormente son reemplazados por líquenes de talo fruticoso, entre los que se encuentran especies pertenecientes a los géneros Ramalina, Rocella, Pertusaria, etc.
En determinadas zonas, cuando las condiciones de humedad y umbría son favorables aparecen dos especies de helechos que aunque escasas en el territorio, llegan a abundar de forma local. Se trata de Cheilanthes catanensis y Davallia canariensis. La flora vascular se presenta de forma escasa, pero variada está representada por Aizoon canariense, Bupleurum semicompositum, Euphorbia balsamifera, Euphorbia regis-jubae, Forsskaolea angustifolia, Helianthemun canariense, Ifloga spicata, Lamarckia aurea, Launaea arborescens, Lotus glinoides, Parietaria debilis, entre otros.
En cuanto a la fauna, a pesar de las condiciones extremas de aridez, falta de vegetación y de agua, aproximadamente 200 especies habitan en el espacio, entre las que un porcentaje cercano al 50 % se corresponde con invertebrados. Del total de especies citadas, 24 se encuentran protegidas en alguna de las categorías recogidas en la legislación vigente.